# 穆斯利姆·塔特里耶夫
穆斯利姆·巴里索维奇·塔特里耶夫（羅馬化：Muslim Barisovich Tatriyev；1980年1月11日—）是俄罗斯政治人物，第八届国家杜马代表。
塔特里耶夫曾在执法部门工作。后来，他从事经商。2020年3月至2021年9月，他担任RN Ingushneft执行董事。2021年，他辞去职务成为第八届国家杜马代表。

## 制裁
塔特里耶夫于2022年因俄乌战争而受到英国政府制裁。